# 第24屆香港電影金像獎
第24屆香港電影金像獎（英語：24th Hong Kong Film Awards）於2005年3月27日颁奖。由鄭丹瑞和鄭裕玲擔任主持，並由倪秉郎擔任宣讀提名名單報幕員。适逢中国电影诞生一百周年，为隆重其事，颁奖典礼移师香港紅磡體育館举行。典禮由電視廣播有限公司取得播映權。本届金像獎由林超榮擔任製作總監，陳輝陽擔任音樂總監。
這屆第二次將每個獎項之三甲排名公開，但取消公佈得票率。

## 记者会
大会于2月1日举行记者招待会，由金像奖协会主席文隽、电视广播有限公司非戏剧分部助理总监何丽全、香港电台第二台节目总监周国丰主持，由张柏芝、吴镇宇、郑丹瑞等人作为嘉宾出席并揭晓入围名单。

## 獎項統計
注：以下不含「最佳亞洲電影」之部分
| 數目 | 電影名稱                                                   |
| 獲獎 |                                                            |
| 6    | 功夫、2046                                                 |
| 2    | 旺角黑夜                                                   |
| 1    | 餃子、蝴蝶、麥兜菠蘿油王子、江湖                           |
| 提名 |                                                            |
| 16   | 功夫                                                       |
| 12   | 2046                                                       |
| 11   | 旺角黑夜                                                   |
| 8    | 新警察故事                                                 |
| 5    | 餃子                                                       |
| 4    | 大事件、千機變II花都大戰、桃色                             |
| 3    | 大城小事、江湖                                             |
| 2    | 20、30、40、救命、六壯士、龍鳳鬥、死亡寫真、麥兜菠蘿油王子 |
| 1    | A-1頭條、絕世好賓、蝴蝶、柔道龍虎榜、身驕肉貴、魔幻廚房    |

### 金像獎電影
| 電影           | 獎項                                                                               |
| -------------- | ---------------------------------------------------------------------------------- |
| 功夫           | 最佳電影、最佳男配角、最佳剪接、最佳動作設計、最佳音響效果、最佳視覺效果           |
| 旺角黑夜       | 最佳導演、最佳編劇                                                                 |
| 2046           | 最佳男主角、最佳女主角、最佳攝影、最佳美術指導、最佳服裝造型設計、最佳原創電影音樂 |
| 餃子           | 最佳女配角                                                                         |
| 蝴蝶           | 最佳新演員                                                                         |
| 麥兜菠蘿油王子 | 最佳原創電影歌曲                                                                   |
| 江湖           | 最佳新晉導演                                                                       |

## 表演环节
- 由卢巧音、原子鏸、吴嘉龙等连同城市当代舞蹈团表演开场大汇演。
- “百年电影 光辉印记”：向中国电影百年致敬环节。
  - 森美介绍“沉默的光辉”
  - 黄圣依介绍“动荡年头”，并由许慧欣演唱《天涯歌女》
  - 林苑介绍“火红年代”
  - 陈柏霖介绍“宝岛岁月”，并由杨千嬅演唱《小城故事》
  - 谷祖琳介绍“香江传奇”
  - 房祖名介绍“歌武升平”
  - 王海珍介绍“开放的风采”，并由孙楠演唱《当爱已成往事》
  - 范植伟介绍“悲情之城”
  - 方力申介绍“娱乐王国”，并由李克勤演唱《蝶变》
- 由曾志伟致词，谈及香港电影市道。

## 媒體播放
- 现场直播：香港無線電視翡翠台、香港電台第二台
- 延时直播：CCTV-6（于当晚21:30转播）

## 外部連結
- 第二十四屆香港電影金像獎得獎名單新版 （页面存档备份，存于）
- 第二十四屆香港電影金像獎得獎名單舊版 （页面存档备份，存于）